# 入江たのし
入江 たのし（いりえ たのし、1959年（昭和34年）8月25日 - ）は、日本のプロデューサー。本名は入江 太乃士（読みは同じ）。

## 経歴・人物
- 大阪府出身。大阪市立西九条小学校、西宮市立春風小学校、西宮市立上甲子園中学校、関西学院高等部、慶應義塾大学商学部卒業。メディアコミュニケーション研究所修了。
- 学生時代から音楽関連の記事を中心に執筆。『ポパイ』編集部を経て『Olive』創刊に携わる。
- 1983年ニッポン放送入社。 オールナイトニッポンをはじめとする番組制作ディレクターとして勤務。
- 1989年 小劇場のフェスティバルを立ち上げる。
- 1990年企画開発部所属時に、相模湾アーバンリゾート・フェスティバル1990のイベント放送局「サーフ90エフエム」のプロデューサーを務める。
- 1992年同社退社。
  - 以後テレビ、ラジオの番組企画や、webコンテンツのプロデュース、原稿執筆を行なう。
- 2002年放送批評懇談会理事に就任。
- 2010年総務省「ラジオと地域情報メディアの今後に関する研究会」構成員に就任。

## エピソード
オールナイトニッポンで現場を共にしたデーモン小暮閣下は、『怒った時も顔や口調が笑っているように見えるので、怒っているのかどうか解るのに時間がかかったことがあった』と評していたことがあった。その『デーモン小暮のオールナイトニッポン』で、生まれたばかりの娘の名前を『狸穴（まみあな）』という言葉から『“狸”一字だけで“まみ”ってダメかな』と話していたことを、番組中で笑い話にされたことがあった（閣下は「学校でいじめられるよ」「親がタノシで娘はタヌキ」と揶揄した）。また、この関係で、閣下が『笑っていいとも!』のテレフォンショッキングに出演した時に、閣下の顔のメイクをし、「にせデーモン」の一人として出演したことがあった。

## 主な担当番組

### ラジオ

#### ニッポン放送在籍時
- 中島みゆきのオールナイトニッポン
- サンプラザ中野のオールナイトニッポン
- デーモン小暮のオールナイトニッポン
- 小峯隆生のオールナイトニッポン
- ヤングパラダイス
- HITACHI FAN! FUN! TODAY
- TOKYOベストヒット

#### ニッポン放送退社後
- サントリー・サタデー・ウェイティング・バー（TOKYO FM）
- PRIME ANGLE（J-WAVE）※コメンテーターとして出演
- PEOPLE (ラジオ番組)（JFNC）※第5週に出演
- 〜JK RADIO〜TOKYO UNITED（J-WAVE）
- 金つぶ（bayfm）※プロデューサー（以下※）。ニッポン放送時代に同僚だった土屋夏彦（ニック土屋）も出演
- AWAKE（同）※
- シン・ラジオ -ヒューマニスタは、かく語りき-（同、水曜）※
- bayfm It!（同、木曜PIKACO EDITION）※

### テレビ
- モグラネグラ（テレビ東京）